# Madan (miasto w Bułgarii)
Madan (buł. Мадан) – miasto w południowej Bułgarii, w obwodzie Smolan.
Miasto znajduje się w Rodopach, w pobliżu rzek Arda i Wrbica. Populacja wynosi około 7000 osób, w większości są to Pomacy.